# II Brigada Aérea (Chile)
La II Brigada Aérea es una unidad de la Fuerza Aérea de Chile (FACh) con base en el Aeropuerto Internacional Arturo Merino Benítez, en Santiago de Chile. La principal tarea de esta unidad es el transporte estratégico de la Fuerza Aérea de Chile, así también es sede de la escuela de pilotos de helicópteros, como de la Escuela táctica de Defensa Antiaérea. En esta brigada se encuentran emplazados los siguientes grupos:
- Grupo de Aviación N.º 9
- Grupo de Aviación N.º 10
- Grupo de Telecomunicaciones y Detección N.º 32
- Ala Base N.º 2
- Regimiento de Artillería Antiaérea y Fuerzas Especiales
- Grupo de Mantenimiento N.º 52

## Regimiento de Artillería Antiaérea y Fuerzas Especiales
Fue creado el 15 de mayo de 1930 como una unidad que llevase operaciones de defensa Antiaérea y de Comandos. Esta unidad instruye y entrena a las unidades de Comandos y Fuerzas Especiales, Tácticas y procedimientos Antiaéreos. Los comandos de la FACH se entrenan en cielo, mar y tierra, y en la Cordillera de los Andes puesto que esta cadena montañosa se extiende por casi todo el país constituyendo un importante punto de la defensa nacional. El Regimiento de Artillería Antiaérea y Fuerzas Especiales tiene asiento en la Base Aérea de Quintero, en la Región de Valparaíso.